# Neptis engano
Neptis engano är en fjärilsart som beskrevs av William Doherty 1891. Neptis engano ingår i släktet Neptis och familjen praktfjärilar. Inga underarter finns listade i Catalogue of Life.